# Kleinkastell Ockenburgh
Das Kleinkastell Ockenburgh ist ein römisches Auxiliarkastell der Küstenverteidigung des Niedergermanischen Limes an der niederländischen Nordseeküste. Zusammen mit dem zugehörigen Vicus von Ockenburgh und einem weiteren, temporären Kohortenkastell liegt es auf dem Gebiet von Kijkduin en Ockenburgh, einem Stadtteil von Den Haag in der Provinz Zuid-Holland.

## Lage und Forschungsgeschichte

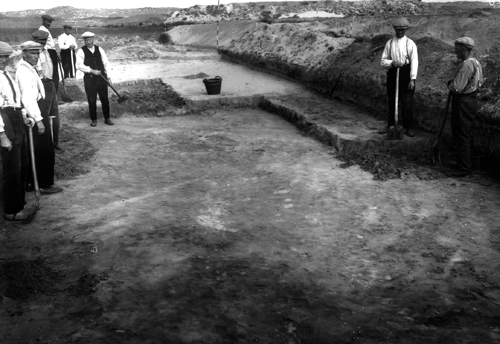
Ausgrabungen der 1930er Jahre in Ockenburgh

In antiker Zeit lag das Kastell rund zwei Kilometer abseits der Nordseeküste auf der deutlichen Erhöhung eines alten Strandwalls. Wie beim Kleinkastell Scheveningseweg kann angenommen werden, dass sich dort die Kreuzung einer längs des Strandwalls verlaufenden Straße mit einer ins Landesinnere führenden befand.
Im heutigen Siedlungsbild befindet sich die nicht mehr sichtbare Fundstelle in der Ferienhaussiedlung Roompot Kijkduin, nur noch 600 Meter von der Küstenlinie entfernt.
Die ersten Meldungen über römische Artefakte auf dem Gebiet von Ockenburgh stammen aus den 1920er Jahren. Damals war Nicolaas Jacob Pabon, der Konservator des Gemeindearchivs von Den Haag, bei seiner Suche nach der römischen Küstenstraße auf allerlei Keramikscherben gestoßen, die er als batavisch interpretierte. Die frühesten ernstzunehmenden archäologischen Untersuchungen nahm dann Jan Hendrik Holwerda vor, der damalige Leiter des Rijksmuseums van Oudheden in Leiden, den Pabon von seinen Beobachtungen unterrichtet hatte. Holwerda forschte in insgesamt sieben Sommerkampagnen von 1930 bis 1936, kam aber zu dem irrtümlichen Schluss, dass es sich bei dem Fundgebiet von Ockenburgh bestenfalls um eine ärmliche einheimische (batavische) Siedlung handeln würde. Erst durch Ausgrabungen mit modernen Methoden in den Jahren 1993 bis 1997 unter der Leitung von Ab Waasdorp, im Anschluss an eine Neuaufnahme der Pabon'schen und Holwerda'schen Funde durch Ab Waasdorp und Katja Zee 1988, konnte dieses Bild revidiert und der komplexe Zusammenhang des Siedlungsgebietes differenziert und zumindest ansatzweise datiert werden.

## Militärlager
Die militärische Komponente des römischen Siedlungsgebiets von Ockenburgh besteht aus zwei verschiedenen, unmittelbar nebeneinander liegenden Militärlagern: einem älteren und größeren, temporären Kohortenkastell und, direkt nördlich davon, dem jüngeren und kleineren Kleinkastell Ockenburgh.

### Temporäres Kohortenkastell
Räumlich knapp und zeitlich ungeklärt vom Kleinkastell divergierend, befand sich unmittelbar südlich von Letzterem ein möglicherweise nur temporär belegtes Kastell in der Größe, dass es einer Kohorte Platz bieten konnte. Die Entfernung zum Kleinkastell Ockenburgh beträgt (Südecke des Kleinkastells zu Nordecke des Kohortenkastells) weniger als einhundert Meter. Mit der Datierung verhält es sich nicht einfach. Wurde zunächst davon ausgegangen, dass es sich um das unmittelbar vorhergehende Baulager der Kohorte handele, die das Kleinkastell errichtet habe, es also aus antoninischer Zeit stammen müsse, so weisen einige Funde bis in die hadrianische Zeit, sowie ein Pugio (Dolch) und drei Fibeln militärischen Charakters sogar zurück in das erste Jahrhundert. Die Datierung und genaue Funktion des Kastells müssen daher zunächst weiter ungeklärt bleiben. Als dieses Lager belegende Einheit wird die Cohors VI Brittonum angesprochen, die durch ein Graffito belegt ist.

### Kleinkastell

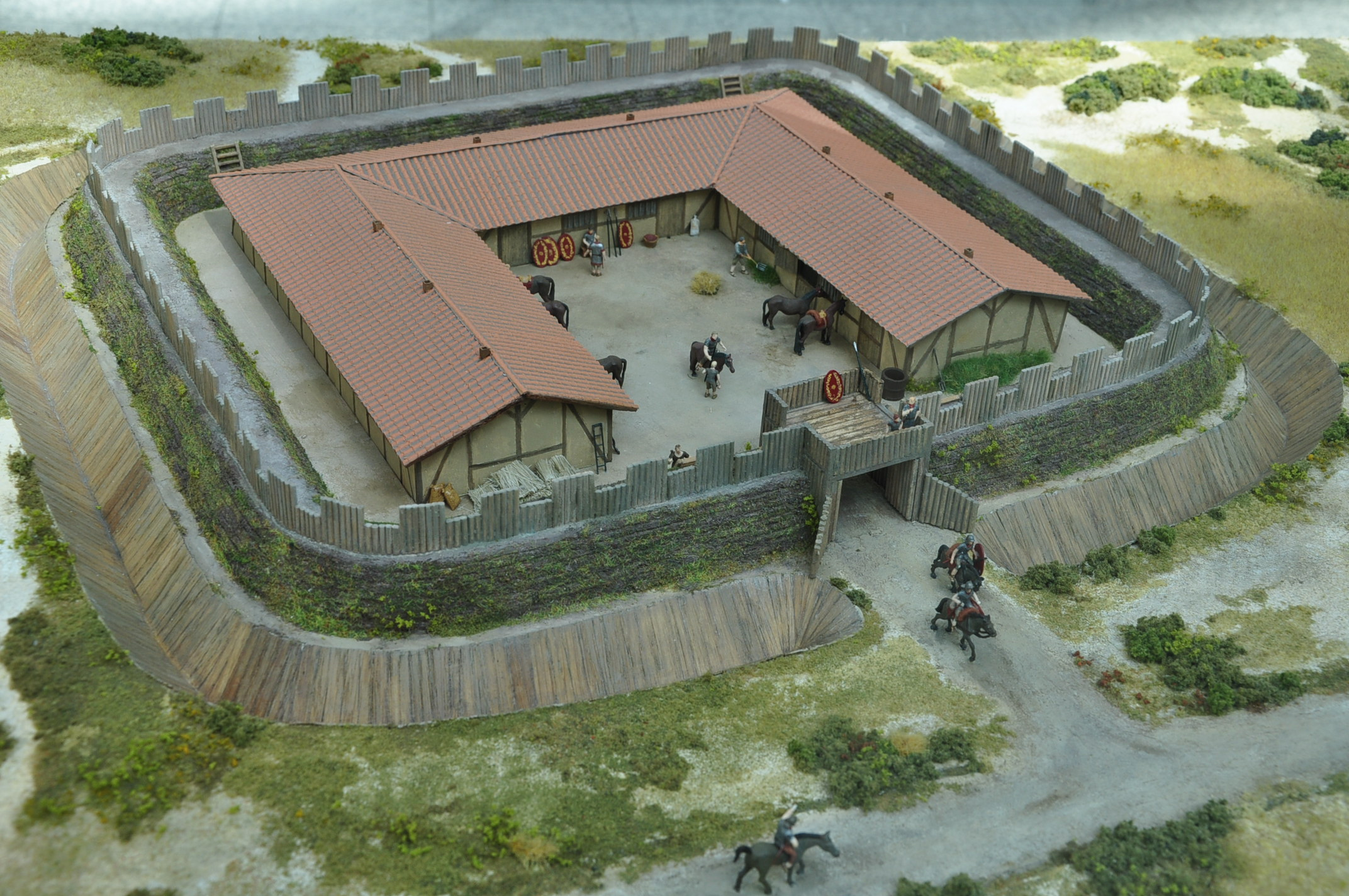
Modell des Kleinkastells Ockenburgh

Bei dem bislang nur zu einem Viertel seiner Fläche freigelegten Kleinkastell Ockenburgh handelt es sich um ein Militärlager von quadratischem Grundriss, das bei einer Seitenlänge von 45,2 m eine Fläche von rund 0,2 Hektar in Anspruch nahm. Belegt wurde es von zwei Contubernia (Stubengemeinschaften) einer unbekannten Kavallerieeinheit in Stärke einer halben Turma, so dass davon ausgegangen werden muss, dass lediglich 16 Reiter in dem Kleinkastell stationiert gewesen sein könnten. Ob es sich aber letztlich um die Vexillation einer rein kavalleristischen Ala oder einer Cohors equitata (teilberittene Kohorte) handelte, kann zum gegenwärtigen Zeitpunkt noch nicht definitiv beantwortet werden. Ein Beleg für die Anwesenheit von Kavalleristen besteht indes in der Anwesenheit von bislang drei gesicherten Pferdegräbern in der unmittelbaren Kastellumgebung.
Mit seinem einzigen Tor war das Kastell nach Südosten hin, zum Landesinneren, ausgerichtet. Umwehrt war es mit einem turmlosen, mit einer Holzpalisade versehenen Erdwall, vor dem sich als Annäherungshindernis ein einzelner Spitzgraben befand. Die Wände des U-förmig angelegten Innengebäudes waren in Holz-Lehmfachwerk-Bauweise errichtet, die Deckung des Daches bestand aus Ziegeln. Basierend auf dem Fundmaterial wird das Kleinkastell auf die Zeit zwischen 150 und 180 datiert.

## Vicus
Im Gegensatz zu den Vermutungen Pabons und Holwerdas zeigten die jüngeren Forschungen keine ärmliche, batavische Siedlung, sondern einen regelrechten Kastellvicus, wie er auch von anderen römischen Garnisonen bekannt ist: eine Zivilsiedlung, die sich bei den und um die Verteidigungsanlagen aller römischen Militärstandorte herum entwickelte und in der sich Veteranen, Angehörige von Soldaten, Handwerker, Händler, Schankwirte, Prostituierte und andere für die Bedürfnisse des Militärpersonals notwendige Dienstleister niederließen. Das Dorf entstand mit der Garnison, existierte aber über deren Ende hinaus weiter, vielleicht bis zum Jahr 270, da von einer Besiedlungsdauer von mehr als 100 Jahren ausgegangen werden kann.